# 真根子神社
真根子神社（まねこじんじゃ）は、福岡県福岡市西区姪浜5丁目にある神社。
祭神は壱岐値真根子。

## 概要
『日本書紀』に登場する壱岐値真根子を祀っている。『日本書紀』によれば、 壱岐値真根子は都を留守にしている間に反乱の罪を着せられた武内宿禰を助けるため、身代わりとなり亡くなった。
神社は現在鍵がかけられているため中に入ることはできないが鳥居の前までは行け、様子を見ることもできる。